# Олексієнко Микола Іванович
Микола Іванович Олексі́єнко (25 квітня 1945, Вовнянка — 9 квітня 1998, Київ) — український скульптор; член Спілки радянських художників України з 1976 року. Батько скульптора Сергія Олексієнка.

## Біографія
Народився 25 квітня 1945 року в селі Вовнянці (нині Миргородський район Полтавської області, Україна). 1963 року закінчив Київську художню школу імені Тараса Шевченка, де навчався в Олексія Кашинського, Анастасії Косаревської; 1973 року закінчив Київський художній інститут, де був учнем Макара Вронського, Михайла Лисенка, Івана Макогона, Віктора Сухенка.
З 1977 року викладав скульптуру й малюнок у Київському художньому інституті. Серед учнів: Крилов Борис Юрійович, Мисько Людмила Василівна, Олашин Василь Васильович. Помер у Києві 9 квітня 1998 року.

## Творчість
Працював у галузях монументальної, меморіальної і станкової скульптури. Серед робіт:
скульптурні композиції
- «Кобзар з Полтавщини Кушнерик» (1972, гіпс тонований);
- «Оголена» (1973);
- «Шахтар з 27-біс» (1973);
- «Генеральний конструктор Сергій Корольов» (1973);
- «Портрет сина» (1975);
- «Полечко-поле» (1975, оргскло);
- «Ранок Азова» (1975);
- «Спогад» (1976);
- «Чукотський хлопчик» (1976);
- «Завірюха над мостом» (1977);
- «Академік Костянтин Скрябін» (1976, глина);
- «Парашутистка» (1978, оргскло тоноване).

Роботи зберігаються у Черкаському, Чернігівському художніх музеях, Тернопільському краєзнавчому музеї, Яготинському історичному музеї, Дирекції художніх виставок України у Києві.
пам'ятники
- героям підпілля в місті Малині Житомирської області (1984, у співавторстві);
- корабелам у Миколаєві (1990, у співавторстві).

Автор меморіальної дошки композитору Аркадію Філіпенку, встановленої в Києві на фасаді будинку по вулиці Станіславського, № 3 (1984).
Брав участь у всеукраїнських, всесоюзних та міжнародних мистецьких виставках з 1973 року. 1994 року взяв участь у 1-му Житомирському скульптурному симпозіумі, присвяченому образам літературної творчості Валерія Шевчука («Марення Олізара»).